# Spurgeon (Tennessee)
Spurgeon – jednostka osadnicza w Stanach Zjednoczonych, w stanie Tennessee, w hrabstwie Washington.